# 上屋抽梯
上屋抽梯（じょうおくちゅうてい）は三十六計の第二十八計。「屋（おく）に上げて梯（はしご）を抽（はず）す。」屋根に上らせてから梯子を外せば敵は下りたくとも下りられない。飛び降りれば怪我をする。すなわち敵の自縄自縛を促しそれに乗じる計略。
たくみな宣伝・説得によって敵を欺き、そそのかして行動させる。そして、援助や補給が断たれる状況、逃げられない状況に敵を追い込んで自傷行為に及ばせたり、攻撃して損害を与える。敵に実力以上の行動をさせることが要点。この計は、敵を利益で操ること、「梯子」に乗りやすい情況をあらかじめ作ってやることが肝心。策を仕掛ける側が「梯子」をかけてやるか、「梯子」があると示して気づかせてやらねばならない。
日本語の慣用表現「梯子を外す、梯子を外される」は上屋抽梯の語に由来する。

## 事例
前燕の慕容垂らは敗れて前秦の苻堅の配下となったが、苻堅に東晋を攻撃するようそそのかし、東晋が淝水の戦い（紀元383年）で前秦の大軍を返り討ちにした隙に乗じて再び独立を果たし後燕を立てた。（晋書）